# Korkusuz
Korkusuz, också känd som "Turkiska Rambo" är en turkisk film.
Korkusuz släpptes 1986 under det stora politiska upproret i Turkiet. Under upproret blev amerikanska filmer svåra att få tag i och gjordes ofta om, fast med turkiska skådespelare och filmutrustning. "Korkusuz" var en av dessa filmer.
Regissören, Çetin Inanç, kallades ofta "jet-regissören" i turkiska filmkretsar eftersom de flesta filmer han gjorde gjordes på mycket kort tid.
Korkusuz släpps på DVD den 28 april 2009, av Dark Maze Studios.

## Andra titlar
Filmen har givits ut under fler än en titel, varav "Rambo" (Turkiet; turkiska affischen) och "Rampage" (USA) är några av dem.

## Bör inte blandas ihop med...
Filmen heter bara Korkusuz och bör inte blandas ihop med filmer som "On Kokusuz Adam" eller andra filmer med ett "Korkusuz" i titeln.

## Skådespelare
- Andy Dallas       -  Sait (röst: engelska versionen)
- Peter A. Davis    -  Ziya / Commander (röst: engelska versionen)
- Steve Glaser      -  Sergeant / Kid's Father (röst: engelska versionen)
- Meagan Benz       -  Röst (engelska versionen), som Meagan Rachelle
- Osman Betin       -  Osman
- Sami Hazinses     -  Kid's Father
- Serdar Kebabçilar -  Serdar (som Serdar)
- Yilmaz Kurt       -  Commander
- Togrul Meteer     -  Captain Omer
- Al Morrison       -  Röst (engelska versionen)
- Hüseyin Peyda     -  Ziya
- Mehmet Samsa      -  Bandit #1
- Filiz Taçbas      -  Girl
- Sümer Tilmaç      -  Sait